# Stefaniola furtiva
Stefaniola furtiva är en tvåvingeart som först beskrevs av Marikovskij 1953.  Stefaniola furtiva ingår i släktet Stefaniola och familjen gallmyggor. Inga underarter finns listade i Catalogue of Life.